# Stefan Kisielewski

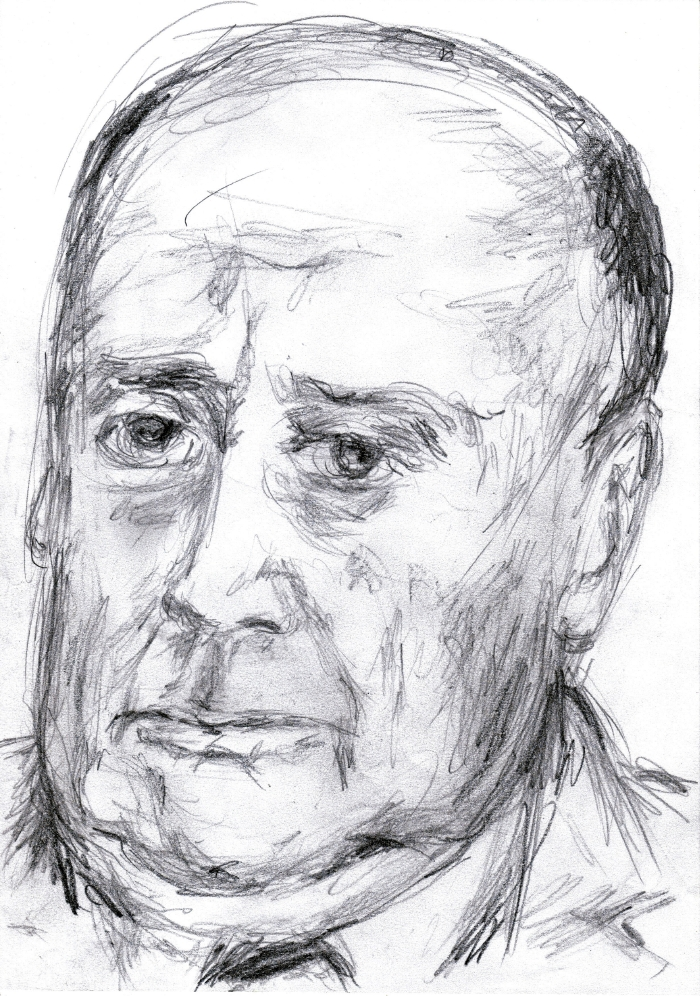
Stefan Kisielewski

Stefan Kisielewski (* 7. März 1911 in Warschau; † 27. September 1991 ebenda) war ein polnischer Komponist, Musikkritiker, Schriftsteller und Journalist.
Kisielewski studierte zwischen 1934 und 1937 am Warschauer Konservatorium Klavier bei Jerzy Lefeld und Komposition bei Kazimierz Sikorski und an der Warschauer Universität polnische Literatur und Philosophie. 1938–1939 vervollkommnete er seine musikalische Ausbildung in Paris.
1939 wurde er musikalischer Direktor des Warschauer Rundfunks. Nach der deutschen Okkupation arbeitete er als Klavierbegleiter und Musiklehrer. Seine frühen Kompositionen gingen größtenteils während des Warschauer Aufstandes verloren.
Von 1945 bis 1949 unterrichtete er Harmonielehre, Kontrapunkt und Instrumentation an der Staatlichen Musikhochschule Krakau. 1945 gründete er das Journal Ruch Muzyczny, dessen Herausgeber er bis 1948 war. Zwischen 1965 und 1968 war er Herausgeber der Kunst- und Filmzeitschrift Syncopation.
Kisielewski verfasste mehrere fantastische Romane und Kriminalgeschichten sowie musikkritische und politische Essays. Er komponierte drei Ballette, zwei Sinfonien, ein Konzert für Kammerorchester, zahlreiche Werke für kammermusikalische Besetzung, Chorwerke, Lieder, Film- und Hörspielmusik.

## Musikalische Werke
- Kwartet smyczkowy (1935)
- Symfonia nr 1 (1939)
- Danse vive für Klavier (1939)
- Sześć preludiów i fug für Klavier (1943)
- Toccata für Klavier (1944)
- Serenada für Klavier (Version 1) (1945)
- Koncert na orkiestrę kameralną (1949)
- Rapsodia wiejska für Kammerorchester (1950)
- Symfonia nr 2 (1951)
- Capriccio rustico für Klavier (1952)
- Pięć pieśni do słów K. I. Gałczyńskiego für Stimme und Klavier (1952)
- Siedem pieśni do słów K. I. Gałczyńskiego für Stimme und Klavier (1952–54)
- Mała uwertura für Kammerorchester (1953)
- Intermezzo für Klarinette und Klavier (1953)
- Suita für Oboe und Klavier (1954)
- Moto perpetuo für Klavier (1954)
- Suita für Klavier (1955)
- Perpetuum mobile für Sinfonieorchester (1955)
- Bakczysaraj w nocy für Stimme und Klavier (1955)
- Capriccio energico für Violine und Klavier (1956)
- Symfonia für 15 Musiker (1961)
- Suita für Flöte und Klarinette (1961)
- System doktora Smoły i profesora Pierza, Ballett-Pantomime (1962)
- Divertimento für Flöte und Kammerorchester (1964)
- Podróż w czasie für Streichorchester (1965)
- Sygnały sportowe, Ouvertüre für Sinfonieorchester (1966)
- Wesołe miasteczko, Ballelt (1968)
- Spotkania na pustyni für zehn Musiker (1969)
- Dialogi für 14 Instrumente (1970)
- Cosmos I für Sinfonieorchester (1970)
- Sonata für Klarinette und Klavier (1972)
- Serenada für Klavier (Version 2) (1974)
- Symfonia w kwadracie (1974–1978)
- Impresja kapryśna für Flöte solo (1982)
- Trzy sceny burzliwe für Klavier fortepian (1983)
- Mała rapsodia für Klarinette und Klavier (1984)
- Scherzo für Fagott und Klavier fagot i fortepian (1988)
- Koncert fortepianowy (1980–1991)

| Personendaten    | Personendaten                                                      |
| ---------------- | ------------------------------------------------------------------ |
| NAME             | Kisielewski, Stefan                                                |
| KURZBESCHREIBUNG | polnischer Komponist, Schriftsteller, Musikkritiker und Journalist |
| GEBURTSDATUM     | 7. März 1911                                                       |
| GEBURTSORT       | Warschau                                                           |
| STERBEDATUM      | 27. September 1991                                                 |
| STERBEORT        | Warschau                                                           |